# Enyalioides groi
Enyalioides groi — вид ігуаноподібних ящірок родини шипохвостих ігуан (Hoplocercidae). Мешкає в Колумбії і Панамі.

## Поширення і екологія
Enyalioides groi відомі з кількох місцевостей, розташованих в Центральній Панамі, а також в регіоні Дар'єн на кордоні Колумбії і Панами. Вони живуть у вологих тропічних лісах в передгір'ях, поблизу кам'янистих струмків, на висоті від 600 до 900 м над рівнем моря. Відкладають яйця.

## Збереження
МСОП класифікує цей вид як такий, що перебуває під загрозою зникнення. Enyalioides groi загрожує знищення природного середовища.